# Nenäsaari (ö i Birkaland)
Nenäsaari är en ö i Finland. Den ligger i sjön Längelmävesi och i kommunen Kangasala i den ekonomiska regionen Tammerfors och landskapet Birkaland, i den södra delen av landet, 150 km norr om huvudstaden Helsingfors. Öns area är 4,8 hektar och dess största längd är 370 meter i sydväst-nordöstlig riktning.